# Hipparchus (cráter)

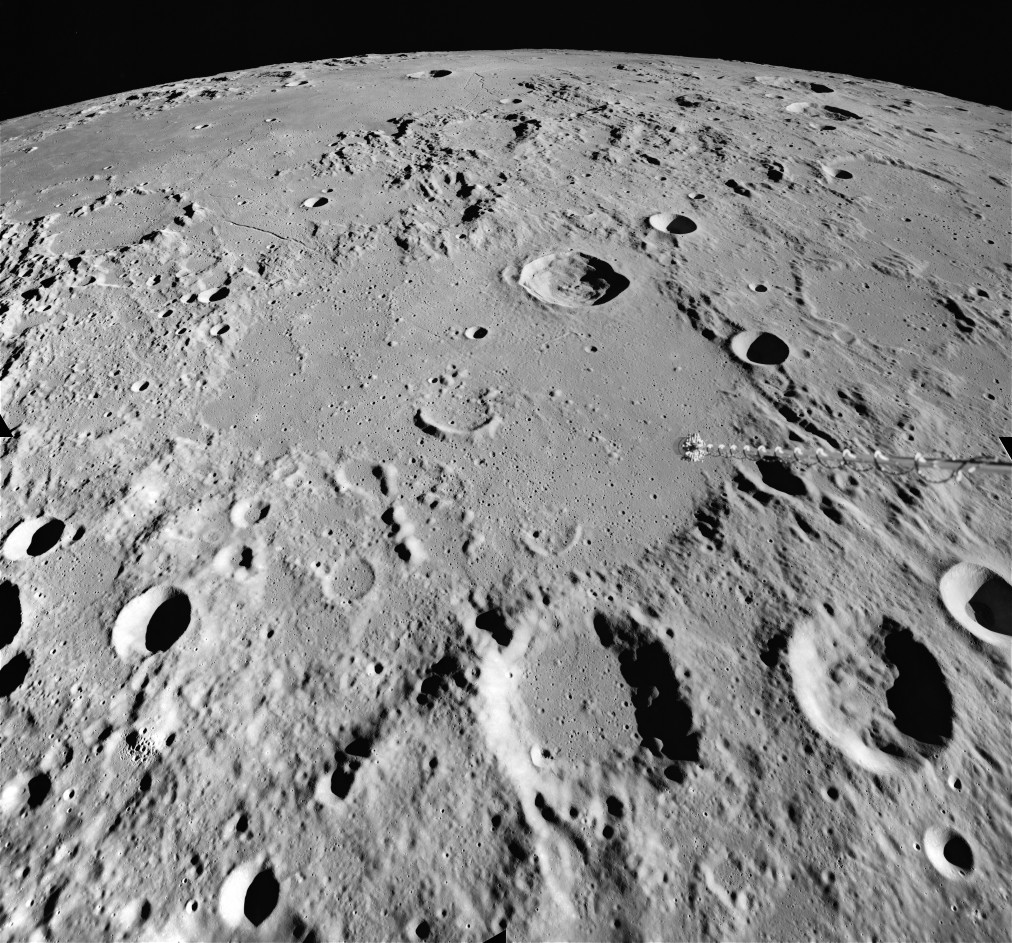
Fotografía de la misión Apolo 16. El cráter lunar Hipparchus, en el centro de la imagen.

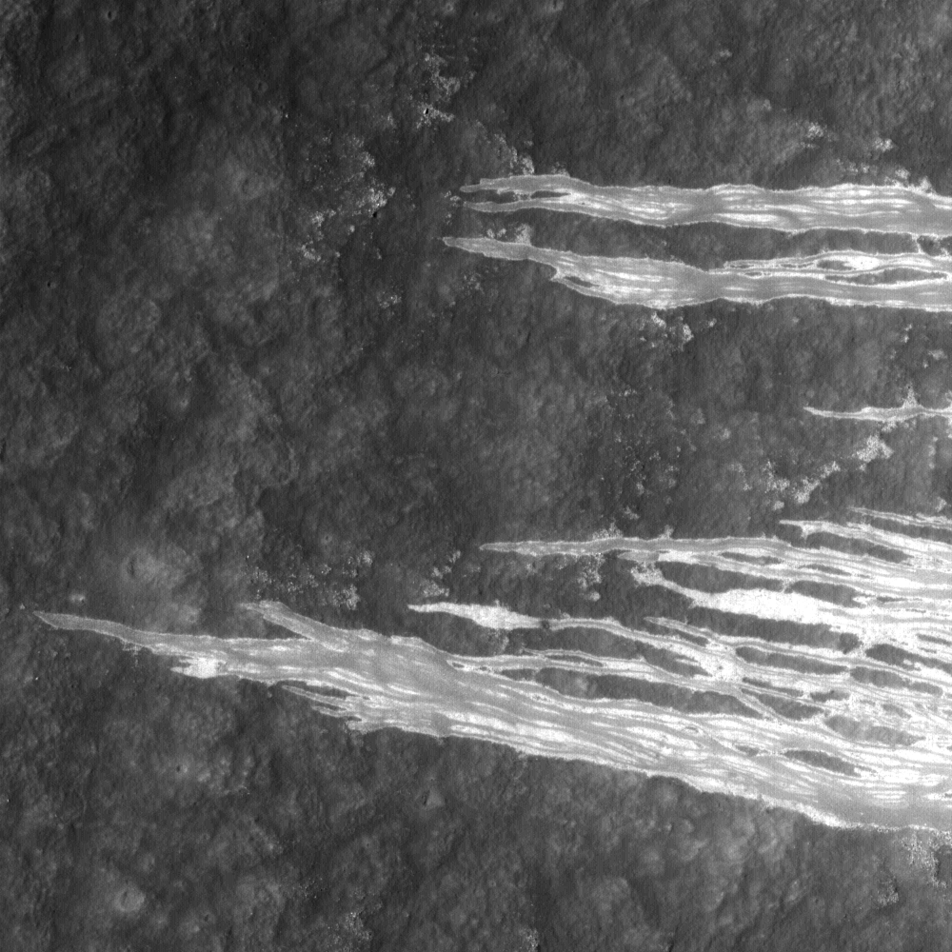
Flujos granulares en la pared del cráter Hipparchus G, pequeños aludes desde el borde hacia abajo de las paredes (pendiente descendente hacia la izquierda). El ancho de la imagen (orientada al norte) es de ~1 km. Fotografía de la misión LRO

Hipparchus es el remanente degradado de un cráter de impacto lunar. Se encuentra al sureste del Sinus Medii, cerca del centro de la parte visible de la Luna. Al sur se halla el prominente cráter Albategnius, y al suroeste aparece Ptolemaeus, con unas dimensiones comparables a las de Hipparchus. El cráter Horrocks se encuentra totalmente dentro del borde noreste del cráter. El cráter Halley está unido al borde sur, y Hind se encuentra al sureste. Al norte-noreste aparece el cráter con forma de cuenco Pickering, mientras que el cráter inundado de lava Saunder se halla en el borde noreste.
Las imágenes en alta resolución de Hipparchus fueron obtenidas por la misión Lunar Orbiter 5 en 1967.
Se trata de un antiguo cráter que ha sido objeto de modificaciones considerables debido a los impactos posteriores. El borde occidental de Hipparchusa sufrido un considerable efecto de erosión por sucesivos impactos, y solo se mantienen colinas bajas y ligeras elevaciones en la superficie para delinear su contorno. La pared hacia el este aparece algo menos dañada, pero también está muy desgastada. Un par de hendiduras profundas atraviesan la pared occidental, formando parte de un conjunto de cicatrices paralelas que atraviesan las tierras altas del centro-sur lunar.
El piso del cráter ha sido parcialmente reconstituido por el flujo de lava basáltica. Sin embargo, la parte suroeste del suelo aparece levemente levantada y es mucho más rugosa que el resto. Algunas pequeñas elevaciones y las partes del borde situadas por encima del nivel del flujo de lava son todo lo que queda del macizo central.
Las brechas en el borde noroeste de Hipparchus forman valles que conectan con el mare situado al noroeste. Una grieta denominada Rima Réaumur discurre desde este punto hasta la pared exterior del cráter Réaumur.

## Toponimia
El cráter fue bautizado en honor de Hiparco de Nicea por Juan Riccioli en su Almagestum Novum de 1651.  Hiparco re-estimó la distancia entre Tierra y Luna, previamente calculada por Eratóstenes.

## Cráteres satélite
Por convención estos elementos se identifican en los mapas lunares colocando la letra en el lado del punto medio del cráter que está más cercano a Hipparchus.
|            | \| Hipparchus \| Coordenadas \| Diámetro \| \| ---------- \| ------------------------- \| -------- \| \| B \| 6°54′S 1°42′E / -6.9, 1.7 \| 5 km \| \| C \| 7°18′S 8°12′E / -7.3, 8.2 \| 17 km \| \| D \| 4°30′S 2°06′E / -4.5, 2.1 \| 5 km \| \| E \| 4°12′S 2°18′E / -4.2, 2.3 \| 5 km \| \| F \| 4°12′S 2°30′E / -4.2, 2.5 \| 9 km \| \| G \| 5°00′S 7°24′E / -5.0, 7.4 \| 15 km \| \| H \| 5°24′S 2°18′E / -5.4, 2.3 \| 5 km \| \| J \| 7°36′S 3°12′E / -7.6, 3.2 \| 14 km \| \| K \| 6°54′S 2°12′E / -6.9, 2.2 \| 12 km \| \| L \| 6°48′S 9°00′E / -6.8, 9.0 \| 13 km \| \| N \| 4°48′S 5°00′E / -4.8, 5.0 \| 6 km \| \| P \| 4°42′S 2°48′E / -4.7, 2.8 \| 5 km \| \| Q \| 8°30′S 2°54′E / -8.5, 2.9 \| 8 km \| \| T \| 7°06′S 3°36′E / -7.1, 3.6 \| 8 km \| \| U \| 6°42′S 3°36′E / -6.7, 3.6 \| 8 km \| \| W \| 5°00′S 7°48′E / -5.0, 7.8 \| 5 km \| \| X \| 5°42′S 4°54′E / -5.7, 4.9 \| 17 km \| \| Z \| 8°30′S 9°06′E / -8.5, 9.1 \| 6 km \| |          |
| Hipparchus | Coordenadas | Diámetro |
| B          | 6°54′S 1°42′E / -6.9, 1.7 | 5 km     |
| C          | 7°18′S 8°12′E / -7.3, 8.2 | 17 km    |
| D          | 4°30′S 2°06′E / -4.5, 2.1 | 5 km     |
| E          | 4°12′S 2°18′E / -4.2, 2.3 | 5 km     |
| F          | 4°12′S 2°30′E / -4.2, 2.5 | 9 km     |
| G          | 5°00′S 7°24′E / -5.0, 7.4 | 15 km    |
| H          | 5°24′S 2°18′E / -5.4, 2.3 | 5 km     |
| J          | 7°36′S 3°12′E / -7.6, 3.2 | 14 km    |
| K          | 6°54′S 2°12′E / -6.9, 2.2 | 12 km    |
| L          | 6°48′S 9°00′E / -6.8, 9.0 | 13 km    |
| N          | 4°48′S 5°00′E / -4.8, 5.0 | 6 km     |
| P          | 4°42′S 2°48′E / -4.7, 2.8 | 5 km     |
| Q          | 8°30′S 2°54′E / -8.5, 2.9 | 8 km     |
| T          | 7°06′S 3°36′E / -7.1, 3.6 | 8 km     |
| U          | 6°42′S 3°36′E / -6.7, 3.6 | 8 km     |
| W          | 5°00′S 7°48′E / -5.0, 7.8 | 5 km     |
| X          | 5°42′S 4°54′E / -5.7, 4.9 | 17 km    |
| Z          | 8°30′S 9°06′E / -8.5, 9.1 | 6 km     |

## Hipparchus en la ficción
En la versión francesa del libro Tintín Aterrizaje en la Luna, la tripulación aterriza en Hipparchus.